# العقيدة السنوسية الوسطى (كتاب)
العقيدة الوسطى وشرحها كتاب في العقيدة الإسلامية من تأليف الإمام محمد بن يوسف السنوسي وهو عبارة عن اختصار للعقيدة الكبرى مع زيادات هامة.

## محتوى الكتاب
اشتمل على أبواب منها:
- باب الدليل على حدوث العالم.
- باب في إقامة البرهان القاطع على وجود الله.
- باب الدليل على وجوب قدمه عز وجل.
- باب الدليل على وجوب قيامه بنفسه.
- باب الدليل على وجوب صفات المعاني.
- باب ما يجوز في حقه.
- باب الدليل على نبوة رسالة الرسل صلوات الله عليهم وغير ذلك.

## شروحها
- شرح أبو إسحاق إبراهيم السرقسطي (ت 1088 هـ) المسمى «الهبة والعطاء في شرح العقيدة الوسطى» (ألف هذا الشرح سنة 1088م).[3]

### حواشي عليها
- حاشية محمد بن عبد الله زيتونة (ت 1138 هـ)، وحاشية أبي محمد حمودة بن محمد بن عبد العزيز (ت 1202 هـ).

وقد نظمها أحمد بن قاسم البوني (ت 1139 هـ).